# Ilijan Nedkov
Ilijan Donev Nedkov (in bulgaro Илиян Донев Недков?; 18 marzo 1958) è un ex judoka bulgaro.

## Palmarès

### Olimpiadi
- 1 medaglia:
  - 1 bronzo (Mosca 1980 nei 65 kg)